# Sándor Csoma

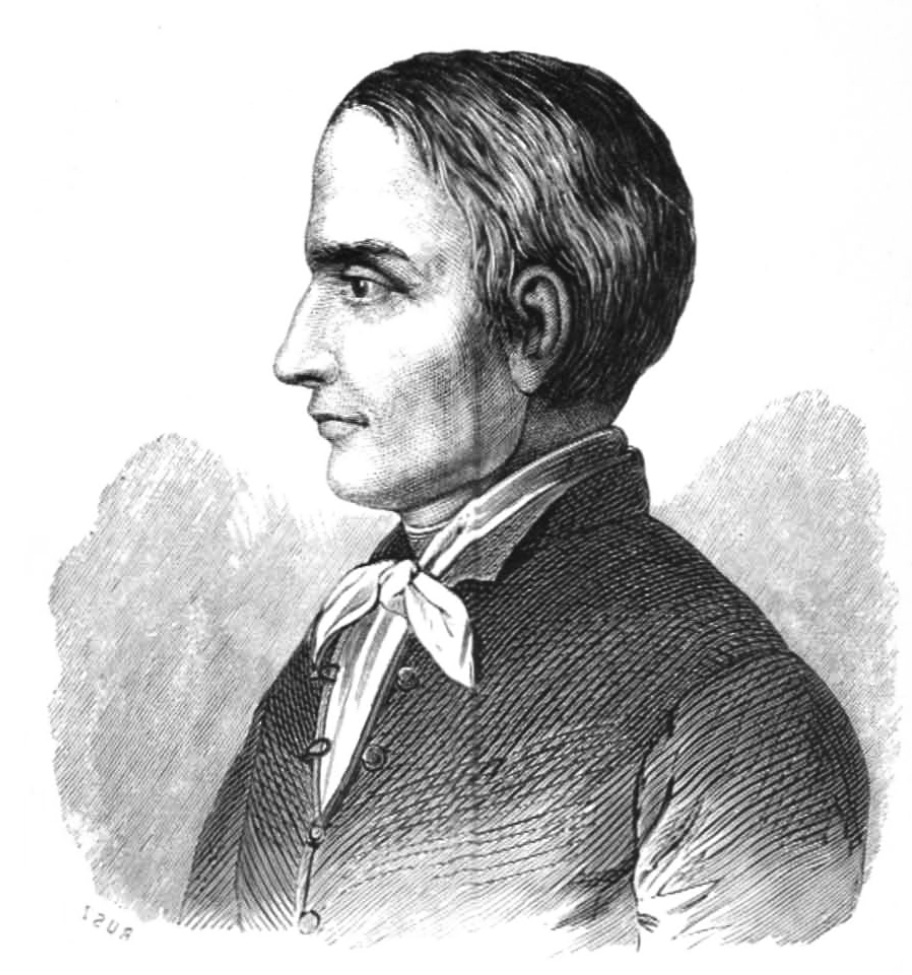
Sándor Kőrösi Csoma

Sándor Kőrösi Csoma, auch Alexander Csoma de Kőrös, ungarisch: Kőrösi Csoma Sándor (* 27. März 1784 in Csomakőrös, Siebenbürgen; † 11. April 1842 in Darjeeling, Indien) war ein ungarischer Forschungsreisender, der als Begründer der Tibetologie gilt. Er widmete die meiste Zeit seines Lebens der Erforschung der Herkunft des ungarischen Volkes. In Japan wurde er aufgrund seiner Verdienste als erster Europäer 1933 zu einem buddhistischen Heiligen (Bodhisattva) erklärt.

## Leben

Alexander Csomas Reiseroute mit den wichtigsten Stationen und Daten.

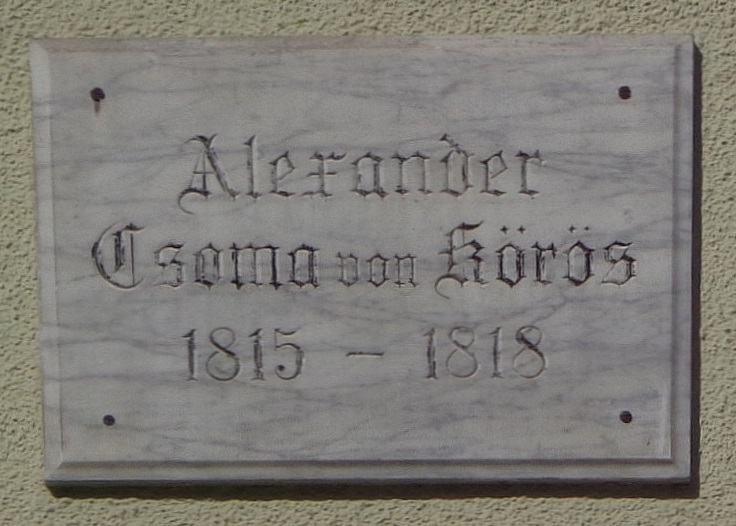
Göttinger Gedenktafel für Csoma de Körös

Csoma, ein Szekler, studierte von 1812 bis 1815 Theologie und Philologie in Nagyenyed und von 1815 bis 1818 in Göttingen unter Johann Gottfried Eichhorn orientalische Sprachen. Dort kam er mit Johann Friedrich Blumenbach in Kontakt. Dieser vertrat die These, dass die Magyaren die Nachfahren der türkischen Uiguren wären. Von dieser Idee beseelt, reiste Csoma nach Asien, um die Herkunft des ungarischen Volkes zu erforschen.
Csoma, der fließend Armenisch sprach, brach 1821 mit einer Karawane, als Armenier verkleidet, von Chorasan auf und gelangte über Bagdad, Teheran, Buchara und Lahore nach Leh, der Hauptstadt Ladakhs.
1823 zog er sich als Schüler des dortigen Abtes Sangye Phuntsog in ein buddhistisches Kloster in Zanskar am Hindukusch am Satluj zurück und widmete sich der Erlernung des Tibetischen und der Grundbegriffe des Buddhismus. Seine Studien wurden auch vom Lama Kunga Choleg, dem Lehrer Phuntsogs, unterstützt. Die Mönche der umliegenden Klöster nannten ihn Phyi-Glin-Gi-Grwapa, den fremden Schüler, da er ihre Lehren und ihre Sprache wie vor ihm kein anderer aufnahm. Von 1827 bis 1834 weilte er als Stipendiat der britischen Regierung in Ladakh.
Als Frucht seiner Studien publizierte er die erste wissenschaftlich gehaltene Grammatik: A grammar of the Tibetan language (Kalkutta 1834), und das erste tibetische Wörterbuch: Essay towards a dictionary Tibetan and English (Kalkutta 1834). Durch diese Arbeiten, seine Analysis of the Kandjur (über die Grundlehren des Buddhismus, Kalkutta 1835) und seine kleineren Schriften gilt Csoma als Begründer der Tibetologie in Europa. 
Csomas Forschungen blieben auch dem Dalai Lama nicht verborgen; als erster Europäer erhielt er vom 11. Dalai Lama eine Einladung in die Hauptstadt Lhasa. Csoma starb jedoch, bevor er die Reise antreten konnte, in Darjeeling am Fuße des Himalayas.
Das Csoma-Archiv der Ungarischen Akademie der Wissenschaften, das seine Werke und Werke über ihn aufbewahrt, wurde 2009 in das Weltdokumentenerbe aufgenommen.

## Schriften
- A grammar of the Tibetan language in English (Kalkutta 1834)
- Essay towards a dictionary Tibetan and English. Prepared with the assistance of Bandé Sangs-rgyas Phuntshogs, a learned Láma of Zangskár, by Alexander Csoma de Kőrös. Siculo-Hungarian of Transylvania. During residence at Kanam, in the Himálaya mountains, on the confines of India and Tibet. 1827–1830. (Kalkutta 1834)
- Analysis of the Kandjur (über die Grundlehren des Buddhismus, Kalkutta 1835)